# HOXB3
HOXB3‏ (Homeobox B3) هوَ بروتين يُشَفر بواسطة جين HOXB3 في الإنسان.